# Proselotis apicipunctella
Proselotis apicipunctella är en fjärilsart som beskrevs av Henry Tibbats Stainton 1861. Proselotis apicipunctella ingår i släktet Proselotis och familjen stävmalar. Inga underarter finns listade i Catalogue of Life.